# César Cadaval
César Ramón Cadaval Pérez (Sevilla, 19 de setembre de 1964) és un humorista espanyol, membre del duo Los Morancos. També és compositor musical.

## Biografia
Fill de Juan Cadaval López (representant a les gires d'Antonio Machín) i María Pérez Montané (morta el 16 de gener de 2015 amb 83 anys). Té cinc germans: Juan (1955-), Diego (1956-2011), Carles (1959-2017), Jorge (1960-) i Maite (1965-).
La seva carrera artística està vinculada a la del seu germà Jorge, des que van decidir formar el duo còmic Los Morancos. Després de recórrer els pobles d'Andalusia, van guanyar popularitat a través de televisió des de mitjans dels anys vuitanta. Van tindre especial repercussió per les seves paròdies que pretenien reflectir- des d'una visió humorística- la realitat social de les classes més desfavorides de la seva Andalusia natal. Personatges interpretats per Cadaval com l'àvia permanentment endolada Omaíta o l'obrer gandul Paco, al costat d'altres recreats pel seu germà Jorge, es van fer especialment populars.
En l'últim trimestre del 2008 participà com a jurat al programa de ¡Mira Quién Baila! de Televisió Espanyola.
Ha participat en el programa Pánico en el plato, d'Antena 3, presentat per Juan y Medio.
Va compondre la marxa "Azahar de San Gonzalo" dedicada a La nostra Senyora de la Salut de la Germandat de Sant Gonzalo de Sevilla, de la qual és germà i fidel devot.
És, a més, coautor (al costat de Rafael Romero Sanjuan) de la lletra del conegut tema Sevilla tiene un color especial, interpretat, entre d'altres, per Los del Rio. Una altra cançó popular composta per C. Cadaval és "Roja passión espanyola" himne de la Selecció de futbol d'Espanya.
El 2003 va col·laborar en el llibre Història gràfica de les festes de Sevilla, escrivint el capítol dedicat a la Romeria del Rocío.
En els carnavals de Cadis de 2010, va participar amb una chirigota al concurs d'agrupacions al costat de José Manuel Soto, Rafa Almarcha, Monchi i altres famosos sevillans en la coneguda com la chirigota de los famosos, amb la que van participar al concurs d'agrupacions sota el nom Los pre-paraos.
El 2013 va realitzar l'especial de Nadal anomenat La puerta del tiempo, per TVE.
En 2016 es va difondre la seva afició a la caça després de la publicació d'imatges amb lleopards i antílops abatuts, el que va causar un gran enrenou a les xarxes socials, tot i que les imatges tenien quatre anys d'antiguitat.
El 30 de març de 2017 va aparèixer al costat del seu germà Jorge Cadaval al programa de televisió El hormiguero.
En 2021, es va confirmar que anava a participar al costat del seu germà Jorge Cadaval al programa Tu cara me suena.